# Alan Dzagoev
Alan Elizbarovič Dzagoev (in russo Алан Елизбарович Дзагоев?; Beslan, 17 giugno 1990) è un ex calciatore russo, di ruolo centrocampista.

## Caratteristiche tecniche
La sua posizione naturale è quella di trequartista ma può essere anche schierato come esterno. Abile nel calciare le punizioni sia di potenza che di precisione e nel fornire gli assist ai compagni, ricorda per caratteristiche il suo connazionale Arshavin.
Nel 2010 è stato inserito nella lista dei migliori calciatori nati dopo il 1989 stilata da Don Balón.

## Carriera

### Club

#### Kryl'ja Sovetov
All'età di 16 anni comincia la carriera professionistica, fra le file del Kryl'ja Sovetov Samara, esordendo in prima squadra il 29 aprile 2006, durante la partita persa in casa 1-2 contro il Tjumen' per poi disputare 37 partite e segnare 6 goal nella Pervyj divizion, la seconda divisione russa.

#### CSKA Mosca
Nell'estate 2007, appena diciassettenne, viene acquistato dal CSKA Mosca.
Nella prima stagione con la divisa del CSKA colleziona 5 presenze, di cui tre da titolare. Nella stagione 2008 trova maggior spazio, riuscendo a realizzare 8 gol e 8 assist in 16 partite di campionato, 3 gol e 2 assist in Coppa di Russia e due reti in Coppa UEFA.
Dzagoev segnò da un angolo molto stretto durante una partita di Champions League contro il Manchester United il 4 novembre 2009, che finì 3-3. Nella stagione 2009 giocò 40 partite e segnò 10 gol.
Il 2 dicembre 2010, Dzagoev fornì un assist per Sekou Oliseh e successivamente aggiunse una conclusione precisa mentre il CSKA sconfisse il Lausanne-Sports 5-1 nella loro penultima partita del girone, assicurandosi il primo posto nel Gruppo F della Europa League. Nella partita finale del girone contro lo Sparta Praga il 15 dicembre, Dzagoev segnò il gol iniziale mentre il CSKA lasciò i primi punti della loro campagna europea, pareggiando 1-1.
Il 24 settembre 2011, Dzagoev segnò il gol decisivo in una vittoria per 3-1 nella Premier League contro il Volga Nizhny Novgorod. Tre giorni dopo, Dzagoev segnò un gol al 45º minuto contro l'Internazionale e un successivo gol di Vágner Love portò gli ospiti al pareggio, fino a che un gol tardivo di Mauro Zárate diede agli italiani una vittoria per 3-2. Dzagoev fornì l'assist dal quale Pontus Wernbloom, debuttante del CSKA, segnò il gol del pareggio nel loro primo incontro degli ottavi di finale contro il Real Madrid il 21 febbraio 2012. Nella stagione 2012-13 il CSKA vinse il titolo della Premier League russa e Dzagoev venne considerato da alcuni il miglior centrocampista sinistro. Nella stagione 2013-2014 il CSKA vinse nuovamente il campionato di Premier League russa e Dzagoev giocò 23 partite e segnò 3 gol in tutte le competizioni.
La stagione 2015-16 divenne una delle migliori della sua carriera. Il 21 maggio 2016 nell'ultima partita di Premier League contro il Rubin, Dzagoev segnò il gol vincente e il CSKA vinse un altro titolo della Premier League russa. In questa stagione giocò 43 partite, segnando 8 gol e fornendo 11 assist in tutte le competizioni per club.
Dzagoev segnò due volte nella fase a gironi della UEFA Champions League 2016-17, contro il Bayer Leverkusen e il Tottenham Hotspur anche se il club di Mosca fu eliminato da questa fase.
Dopo essere stato fuori causa per gran parte della stagione 2017-18, Dzagoev tornò in campo con il CSKA come sostituto in una partita di Champions League contro il FC Basilea, segnando il gol allo St. Jakob-Park.
Il 21 giugno 2019, Dzagoev firmò un nuovo contratto di due anni con il CSKA Mosca, che lo avrebbe tenuto nel club fino all'estate del 2021.
Il 1 luglio 2021, il contratto di Dzagoev con il CSKA scadde. Alla fine dello stesso mese, fu annunciata la possibilità di prolungare il contratto fino alla fine della stagione 2022-23.
Nella stagione 2021-22, Dzagoev apparve in 20 partite e registrò 3 assist, ma il CSKA stesso non riuscì a conquistare nuovamente trofei.
Nel maggio 2022, circolarono informazioni secondo cui, nonostante il contratto in corso, Dzagoev avrebbe lasciato il club alla fine della stagione. Poco dopo, Dzagoev smentì queste voci.
Il 20 maggio 2022, il sito ufficiale del CSKA confermò la partenza del centrocampista alla fine della stagione.
Rubin Kazan
Lascia Mosca dopo ben 14 anni di storia, accasandosi al Rubin Kazan con un contratto annuale, firmato il 3 settembre 2022.

### Nazionale

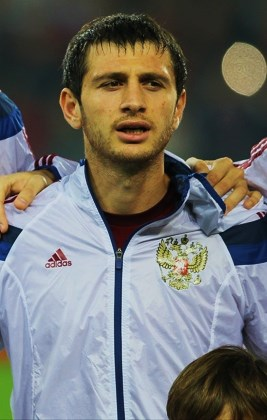
Dzagoev con la maglia della nazionale Russa

Vanta sei presenze e quattro reti con l'Under-17 russa.
Con la selezione Under-21 russa ha collezionato tre presenze, mettendo a segno una rete.
Il 28 settembre 2008 viene convocato per la prima volta in nazionale maggiore. Debutta l'11 ottobre nel secondo tempo di Germania-Russia, gara valida per le qualificazioni al Mondiale 2010 e chiusasi 2-1 per i tedeschi. Il 7 ottobre 2011 è impegnato con la sua nazionale nel match che può mettere una seria ipoteca sulla qualificazione ad Euro 2012. Realizza la rete che avvicina i russi agli Europei. La qualificazione matematica avviene l'11 ottobre 2011 durante l'ultima partita del girone dove i russi sconfiggono Andorra per 6-0: Dzagoev realizza una doppietta ed un assist. L'8 giugno 2012 esordisce da titolare agli Europei nella partita contro la Repubblica Ceca (4-1) segnando una doppietta: diviene così il primo calciatore della Nazionale russa a siglare una doppietta in una partita di un Europeo. Viene sostituito all'85º minuto da Aleksandr Kokorin. Il 12 giugno 2012 segna il goal del momentaneo 1-0 al 38' del primo tempo ai danni della Polonia.
Viene convocato per gli Europei 2016 in Francia, ma non può parteciparvi per infortunio e viene sostituito da Dmitrij Torbinskij.
Viene convocato da Cherchesov per i Mondiali da giocare in casa. Esordisce nella partita inaugurale contro l'Arabia Saudita, venendo però sostituito al minuto 24 per infortunio.

## Statistiche

### Presenze e reti nei club
Statistiche aggiornate al 15 gennaio 2021.
| Stagione               | Squadra                | Campionato             | Campionato | Campionato | Coppe nazionali | Coppe nazionali | Coppe nazionali | Coppe continentali | Coppe continentali | Coppe continentali | Altre coppe | Altre coppe | Altre coppe | Totale | Totale |
| Stagione               | Squadra                | Comp                   | Pres       | Reti       | Comp            | Pres            | Reti            | Comp               | Pres               | Reti               | Comp        | Pres        | Reti        | Pres   | Reti   |
| ---------------------- | ---------------------- | ---------------------- | ---------- | ---------- | --------------- | --------------- | --------------- | ------------------ | ------------------ | ------------------ | ----------- | ----------- | ----------- | ------ | ------ |
| 2006                   | Kryl'ja Sovetov        | VD                     | 12         | 1          | KR              | 1               | 0               | -                  | -                  | -                  | -           | -           | -           | 13     | 1      |
| 2007                   | Kryl'ja Sovetov        | VD                     | 25         | 5          | KR              | 1               | 0               | -                  | -                  | -                  | -           | -           | -           | 26     | 5      |
| Totale Kryl'ja Sovetov | Totale Kryl'ja Sovetov | Totale Kryl'ja Sovetov | 37         | 6          |                 | 2               | 0               |                    | -                  | -                  |             | -           | -           | 39     | 6      |
| 2008                   | CSKA Mosca             | PL                     | 20         | 8          | KR              | 3               | 2               | CU                 | 10                 | 3                  | -           | -           | -           | 33     | 13     |
| 2009                   | CSKA Mosca             | PL                     | 27         | 7          | KR              | 2               | 0               | UCL                | 8                  | 3                  | SR          | 1           | 0           | 38     | 10     |
| 2010                   | CSKA Mosca             | PL                     | 24         | 6          | KR              | 1               | 0               | UEL                | 11                 | 2                  | SR          | 1           | 0           | 37     | 8      |
| 2011-2012              | CSKA Mosca             | PL                     | 31         | 5          | KR              | 5               | 0               | UCL                | 8                  | 1                  | SR          | 1           | 0           | 45     | 6      |
| 2012-2013              | CSKA Mosca             | PL                     | 24         | 7          | KR              | 4               | 0               | UEL                | 2                  | 0                  | -           | -           | -           | 30     | 7      |
| 2013-2014              | CSKA Mosca             | PL                     | 18         | 3          | KR              | 3               | 0               | UCL                | 1                  | 0                  | SR          | 1           | 0           | 23     | 3      |
| 2014-2015              | CSKA Mosca             | PL                     | 21         | 5          | KR              | 4               | 2               | UCL                | 3                  | 0                  | SR          | 0           | 0           | 28     | 7      |
| 2015-2016              | CSKA Mosca             | PL                     | 29         | 6          | KR              | 3               | 1               | UCL                | 10                 | 2                  | -           | -           | -           | 32     | 4      |
| 2016-2017              | CSKA Mosca             | PL                     | 15         | 3          | KR              | 0               | 0               | UCL                | 3                  | 2                  | SR          | 0           | 0           | 18     | 5      |
| 2017-2018              | CSKA Mosca             | PL                     | 21         | 3          | KR              | 0               | 0               | UCL+UEL            | 9+6                | 3+1                | -           | -           | -           | 31     | 8      |
| 2018-2019              | CSKA Mosca             | PL                     | 7          | 0          | KR              | 0               | 0               | UCL                | 3                  | 0                  | SR          | 1           | 0           | 11     | 0      |
| 2019-2020              | CSKA Mosca             | PL                     | 10         | 0          | KR              | 1               | 0               | UEL                | 1                  | 0                  | -           | -           | -           | 12     | 0      |
| 2020-2021              | CSKA Mosca             | PL                     | 15         | 2          | KR              | 3               | 0               | UEL                | 3                  | 0                  | -           | -           | -           | 21     | 2      |
| 2021-2022              | CSKA Mosca             | PL                     | 20         | 0          | KR              | 2               | 0               | -                  | -                  | -                  | -           | -           | -           | 22     | 0      |
| Totale CSKA Mosca      | Totale CSKA Mosca      | Totale CSKA Mosca      | 282        | 55         |                 | 31              | 5               |                    | 78                 | 17                 |             | 5           | 0           | 396    | 77     |
| 2022-2023              | Rubin                  | PFNL                   | 20         | 3          | KR              | 0               | 0               | -                  | -                  | -                  | -           | -           | -           | 20     | 3      |
| ott.-nov. 2023         | Lamia                  | SLE                    | 2          | 0          | KE              | 0               | 0               | -                  | -                  | -                  | -           | -           | -           | 2      | 0      |
| Totale carriera        | Totale carriera        | Totale carriera        | 341        | 64         |                 | 33              | 5               |                    | 78                 | 17                 |             | 5           | 0           | 457    | 86     |

### Cronologia presenze e reti in nazionale
| Cronologia completa delle presenze e delle reti in nazionale ― Russia | Cronologia completa delle presenze e delle reti in nazionale ― Russia | Cronologia completa delle presenze e delle reti in nazionale ― Russia | Cronologia completa delle presenze e delle reti in nazionale ― Russia | Cronologia completa delle presenze e delle reti in nazionale ― Russia | Cronologia completa delle presenze e delle reti in nazionale ― Russia | Cronologia completa delle presenze e delle reti in nazionale ― Russia | Cronologia completa delle presenze e delle reti in nazionale ― Russia |
| Data                                                                  | Città                                                                 | In casa                                                               | Risultato                                                             | Ospiti                                                                | Competizione                                                          | Reti                                                                  | Note                                                                  |
| --------------------------------------------------------------------- | --------------------------------------------------------------------- | --------------------------------------------------------------------- | --------------------------------------------------------------------- | --------------------------------------------------------------------- | --------------------------------------------------------------------- | --------------------------------------------------------------------- | --------------------------------------------------------------------- |
| 11-10-2008                                                            | Dortmund                                                              | Germania                                                              | 2 – 1                                                                 | Russia                                                                | Qual. Mondiali 2010                                                   | -                                                                     | 46’                                                                   |
| 15-10-2008                                                            | Mosca                                                                 | Russia                                                                | 3 – 0                                                                 | Finlandia                                                             | Qual. Mondiali 2010                                                   | -                                                                     | 90+2’                                                                 |
| 28-3-2009                                                             | Mosca                                                                 | Russia                                                                | 2 – 0                                                                 | Azerbaigian                                                           | Qual. Mondiali 2010                                                   | -                                                                     | 56’                                                                   |
| 12-8-2009                                                             | Mosca                                                                 | Russia                                                                | 2 – 3                                                                 | Argentina                                                             | Amichevole                                                            | -                                                                     | 58’                                                                   |
| 14-10-2009                                                            | Baku                                                                  | Azerbaigian                                                           | 1 – 1                                                                 | Russia                                                                | Qual. Mondiali 2010                                                   | -                                                                     |                                                                       |
| 11-8-2010                                                             | San Pietroburgo                                                       | Russia                                                                | 1 – 0                                                                 | Bulgaria                                                              | Amichevole                                                            | -                                                                     | 70’                                                                   |
| 3-9-2010                                                              | Andorra la Vella                                                      | Andorra                                                               | 0 – 2                                                                 | Russia                                                                | Qual. Euro 2012                                                       | -                                                                     | 61’                                                                   |
| 7-9-2010                                                              | Mosca                                                                 | Russia                                                                | 0 – 1                                                                 | Slovacchia                                                            | Qual. Euro 2012                                                       | -                                                                     |                                                                       |
| 8-10-2010                                                             | Dublino                                                               | Irlanda                                                               | 2 – 3                                                                 | Russia                                                                | Qual. Euro 2012                                                       | 1                                                                     | 84’                                                                   |
| 12-10-2010                                                            | Skopje                                                                | Macedonia                                                             | 0 – 1                                                                 | Russia                                                                | Qual. Euro 2012                                                       | -                                                                     | 61’                                                                   |
| 17-11-2010                                                            | Voronež                                                               | Russia                                                                | 0 – 2                                                                 | Belgio                                                                | Amichevole                                                            | -                                                                     |                                                                       |
| 26-3-2011                                                             | Erevan                                                                | Armenia                                                               | 0 – 0                                                                 | Russia                                                                | Qual. Euro 2012                                                       | -                                                                     |                                                                       |
| 4-6-2011                                                              | San Pietroburgo                                                       | Russia                                                                | 3 – 1                                                                 | Armenia                                                               | Qual. Euro 2012                                                       | -                                                                     | 82’                                                                   |
| 7-6-2011                                                              | Salisburgo                                                            | Russia                                                                | 0 – 0                                                                 | Camerun                                                               | Amichevole                                                            | -                                                                     |                                                                       |
| 7-10-2011                                                             | Žilina                                                                | Slovacchia                                                            | 0 – 1                                                                 | Russia                                                                | Qual. Euro 2012                                                       | 1                                                                     | 90+2’                                                                 |
| 11-10-2011                                                            | Mosca                                                                 | Russia                                                                | 6 – 0                                                                 | Andorra                                                               | Qual. Euro 2012                                                       | 2                                                                     |                                                                       |
| 11-11-2011                                                            | Il Pireo                                                              | Grecia                                                                | 1 – 1                                                                 | Russia                                                                | Amichevole                                                            | -                                                                     |                                                                       |
| 29-2-2012                                                             | Copenaghen                                                            | Danimarca                                                             | 0 – 2                                                                 | Russia                                                                | Amichevole                                                            | -                                                                     | 46’                                                                   |
| 29-5-2012                                                             | Nyon                                                                  | Lituania                                                              | 0 – 0                                                                 | Russia                                                                | Amichevole                                                            | -                                                                     | 46’                                                                   |
| 1-6-2012                                                              | Zurigo                                                                | Italia                                                                | 0 – 3                                                                 | Russia                                                                | Amichevole                                                            | -                                                                     | 85’                                                                   |
| 8-6-2012                                                              | Breslavia                                                             | Russia                                                                | 4 – 1                                                                 | Rep. Ceca                                                             | Euro 2012 - 1º turno                                                  | 2                                                                     | 84’                                                                   |
| 12-6-2012                                                             | Varsavia                                                              | Polonia                                                               | 1 – 1                                                                 | Russia                                                                | Euro 2012 - 1º turno                                                  | 1                                                                     | 75’ 79’                                                               |
| 16-6-2012                                                             | Varsavia                                                              | Grecia                                                                | 1 – 0                                                                 | Russia                                                                | Euro 2012 - 1º turno                                                  | -                                                                     | 70’                                                                   |
| 15-8-2012                                                             | Mosca                                                                 | Russia                                                                | 1 – 1                                                                 | Costa d'Avorio                                                        | Amichevole                                                            | 1                                                                     | 58’                                                                   |
| 7-9-2012                                                              | Mosca                                                                 | Russia                                                                | 2 – 0                                                                 | Irlanda del Nord                                                      | Qual. Mondiali 2014                                                   | -                                                                     | 58’                                                                   |
| 16-10-2012                                                            | Mosca                                                                 | Russia                                                                | 1 – 0                                                                 | Azerbaigian                                                           | Qual. Mondiali 2014                                                   | -                                                                     | 79’                                                                   |
| 14-11-2012                                                            | Krasnodar                                                             | Russia                                                                | 2 – 2                                                                 | Stati Uniti                                                           | Amichevole                                                            | -                                                                     | 46’                                                                   |
| 14-8-2013                                                             | Belfast                                                               | Irlanda del Nord                                                      | 1 – 0                                                                 | Russia                                                                | Qual. Mondiali 2014                                                   | -                                                                     | 46’                                                                   |
| 10-9-2013                                                             | Mosca                                                                 | Russia                                                                | 3 – 1                                                                 | Israele                                                               | Qual. Mondiali 2014                                                   | -                                                                     | 46’                                                                   |
| 5-3-2014                                                              | Krasnodar                                                             | Russia                                                                | 2 – 0                                                                 | Armenia                                                               | Amichevole                                                            | -                                                                     | 46’                                                                   |
| 26-5-2014                                                             | San Pietroburgo                                                       | Russia                                                                | 1 – 0                                                                 | Slovacchia                                                            | Amichevole                                                            | -                                                                     | 46’                                                                   |
| 31-5-2014                                                             | Oslo                                                                  | Norvegia                                                              | 1 – 1                                                                 | Russia                                                                | Amichevole                                                            | -                                                                     | 66’                                                                   |
| 6-6-2014                                                              | Mosca                                                                 | Russia                                                                | 2 – 0                                                                 | Marocco                                                               | Amichevole                                                            | -                                                                     | 46’                                                                   |
| 17-6-2014                                                             | Cuiabá                                                                | Russia                                                                | 1 – 1                                                                 | Corea del Sud                                                         | Mondiali 2014 - 1º turno                                              | -                                                                     | 59’                                                                   |
| 22-6-2014                                                             | Rio de Janeiro                                                        | Belgio                                                                | 1 – 0                                                                 | Russia                                                                | Mondiali 2014 - 1º turno                                              | -                                                                     | 83’                                                                   |
| 26-6-2014                                                             | Curitiba                                                              | Algeria                                                               | 1 – 1                                                                 | Russia                                                                | Mondiali 2014 - 1º turno                                              | -                                                                     | 67’                                                                   |
| 3-9-2014                                                              | Chimki                                                                | Russia                                                                | 4 – 0                                                                 | Azerbaigian                                                           | Amichevole                                                            | -                                                                     |                                                                       |
| 8-9-2014                                                              | Chimki                                                                | Russia                                                                | 4 – 0                                                                 | Liechtenstein                                                         | Qual. Euro 2016                                                       | -                                                                     | 64’                                                                   |
| 9-10-2014                                                             | Solna                                                                 | Svezia                                                                | 1 – 1                                                                 | Russia                                                                | Qual. Euro 2016                                                       | -                                                                     | 87’                                                                   |
| 12-10-2014                                                            | Mosca                                                                 | Russia                                                                | 1 – 1                                                                 | Moldavia                                                              | Qual. Euro 2016                                                       | -                                                                     |                                                                       |
| 15-11-2014                                                            | Vienna                                                                | Austria                                                               | 1 – 0                                                                 | Russia                                                                | Qual. Euro 2016                                                       | -                                                                     | 81’                                                                   |
| 18-11-2014                                                            | Budapest                                                              | Ungheria                                                              | 1 – 2                                                                 | Russia                                                                | Amichevole                                                            | -                                                                     | 46’                                                                   |
| 27-3-2015                                                             | Podgorica                                                             | Montenegro                                                            | 0 – 3 tav                                                             | Russia                                                                | Qual. Euro 2016                                                       | -                                                                     | 46’                                                                   |
| 7-6-2015                                                              | Chimki                                                                | Russia                                                                | 4 – 2                                                                 | Bielorussia                                                           | Amichevole                                                            | -                                                                     | 46’                                                                   |
| 5-9-2015                                                              | Mosca                                                                 | Russia                                                                | 1 – 0                                                                 | Svezia                                                                | Qual. Euro 2016                                                       | -                                                                     | 34’                                                                   |
| 8-9-2015                                                              | Vaduz                                                                 | Liechtenstein                                                         | 0 – 7                                                                 | Russia                                                                | Qual. Euro 2016                                                       | 1                                                                     |                                                                       |
| 12-10-2015                                                            | Mosca                                                                 | Russia                                                                | 2 – 0                                                                 | Montenegro                                                            | Qual. Euro 2016                                                       | -                                                                     | 86’                                                                   |
| 14-11-2015                                                            | Krasnodar                                                             | Russia                                                                | 1 – 0                                                                 | Portogallo                                                            | Amichevole                                                            | -                                                                     |                                                                       |
| 29-3-2016                                                             | Saint-Denis                                                           | Francia                                                               | 4 – 2                                                                 | Russia                                                                | Amichevole                                                            | -                                                                     |                                                                       |
| 6-9-2016                                                              | Mosca                                                                 | Russia                                                                | 1 – 0                                                                 | Ghana                                                                 | Amichevole                                                            | -                                                                     |                                                                       |
| 28-3-2017                                                             | Soči                                                                  | Russia                                                                | 3 – 3                                                                 | Belgio                                                                | Amichevole                                                            | -                                                                     | 17’                                                                   |
| 11-11-2017                                                            | Mosca                                                                 | Russia                                                                | 0 – 1                                                                 | Argentina                                                             | Amichevole                                                            | -                                                                     | 46’                                                                   |
| 14-11-2017                                                            | San Pietroburgo                                                       | Russia                                                                | 3 – 3                                                                 | Spagna                                                                | Amichevole                                                            | -                                                                     | 62’                                                                   |
| 23-3-2018                                                             | Mosca                                                                 | Russia                                                                | 0 – 3                                                                 | Brasile                                                               | Amichevole                                                            | -                                                                     | 55’                                                                   |
| 27-3-2018                                                             | San Pietroburgo                                                       | Russia                                                                | 1 – 3                                                                 | Francia                                                               | Amichevole                                                            | -                                                                     | 54’                                                                   |
| 30-5-2018                                                             | Innsbruck                                                             | Austria                                                               | 1 – 0                                                                 | Russia                                                                | Amichevole                                                            | -                                                                     | 56’                                                                   |
| 5-6-2018                                                              | Mosca                                                                 | Russia                                                                | 1 – 1                                                                 | Turchia                                                               | Amichevole                                                            | -                                                                     | 54’ 61’                                                               |
| 14-6-2018                                                             | Mosca                                                                 | Russia                                                                | 5 – 0                                                                 | Arabia Saudita                                                        | Mondiali 2018 - 1º turno                                              | -                                                                     | 24’                                                                   |
| 7-7-2018                                                              | Soči                                                                  | Russia                                                                | 2 – 2 dts (3 – 4 dtr)                                                 | Croazia                                                               | Mondiali 2018 - Quarti di finale                                      | -                                                                     | 102’                                                                  |
| Totale                                                                |                                                                       | Presenze                                                              | 59                                                                    |                                                                       | Reti                                                                  | 9                                                                     |                                                                       |

## Palmarès

### Club
- Coppa di Russia: 4

CSKA Mosca: 2007-2008, 2008-2009, 2010-2011, 2012-2013
- Supercoppa di Russia: 4

CSKA Mosca: 2009, 2013, 2014, 2018
- Campionato russo: 3

CSKA Mosca: 2012-2013, 2013-2014, 2015-2016

### Individuale
- Miglior giovane del campionato russo: 1

2008
- Capocannoniere dell'Europeo: 1

Polonia-Ucraina 2012 (3 gol, a pari merito con Mario Mandžukić, Mario Gómez, Cristiano Ronaldo, Mario Balotelli e Fernando Torres)
- Inserito nella selezione UEFA dell'Europeo Under-21: 1

Israele 2013